# North Zhongshan Road

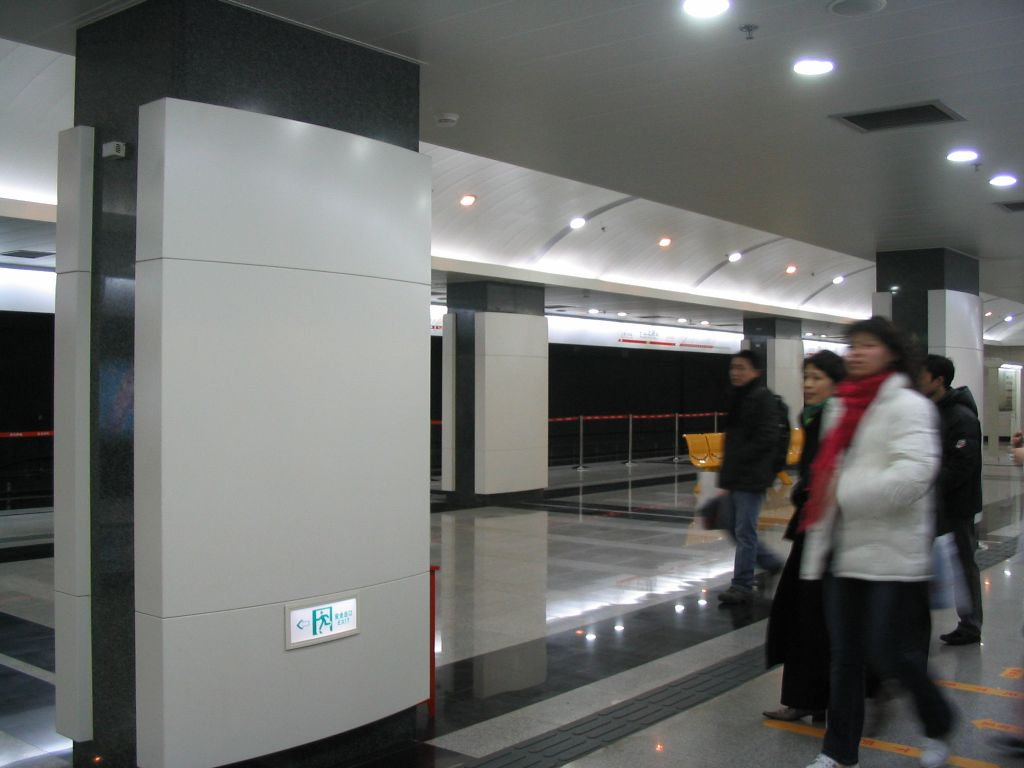
North Zhongshan Road

North Zhongshan Road (中山北路, Zhongshan Bei Lu) is een station van de metro van Shanghai.
Het station is onderdeel van het noordelijke deel van lijn 1. Zhongshan Lu is de naam van de binnenste ringweg van Shanghai, het toevoegsel 'Bei' betekent "noord".
Fujin Road · West Youyi Road · Bao'an Highway · Gongfu Xincun · Hulan Road · Tonghe Xincun · Gongkang Road · Pengpu Xincun · Wenshui Road · Shanghai Circus World · Yanchang Road · North Zhongshan Road · Station Shanghai · Hanzhong Road · Xinzha Road · People's Square · South Huangpi Road · South Shaanxi Road · Changshu Road · Hengshan Road · Xujiahui · Shanghai Indoor Stadium · Caobao Road · Station Shanghai-Zuid · Jinjiang Park · Lianhua Road · Waihuan Road · Xinzhuang

Lijnen van de metro van Shanghai: 1 · 2 · 3 · 4 · 5 · 6 · 7 · 8 · 9 · 10 · 11 · 12 · 13 · 14 · 15 · 16 · 17 · 18 · Pujiang Line